# Julian Dybiec
Julian Dybiec (ur. 8 stycznia 1940 w Łącku) – historyk, profesor Uniwersytetu Jagiellońskiego.

## Życiorys
Absolwent Technikum Ekonomicznego w Nowym Sączu, gdzie duży wpływ na jego zainteresowania historyczne wywarła nauczycielka Eleonora Żdżańska, absolwentka Uniwersytetu Lwowskiego, uczennica prof. Stanisława Łempickiego. Studiował na Wydziale Filozoficzno-Historycznym UJ (1963). Pod kierunkiem Henryka Barycza przygotował  i obronił w 1969 pracę doktorską  pt. "Michał Wiszniewski. Życie i twórczość". 
Od 1965 jest pracownikiem Uniwersytetu Jagiellońskiego. Tu uzyskał doktorat, przeprowadził habilitację (1983) i otrzymał tytuł profesora nadzwyczajnego. W 2002 uzyskał nominację na stanowisko profesora zwyczajnego. Pełnił funkcję kierownika  w Zakładzie Historii Oświaty. W 2010 przeszedł na emeryturę. Specjalizuje się w dziejach Galicji, Francji i Danii, związkach kulturalnych Polski z Zachodem w epoce zaborów. Autor ok. 100 prac naukowych. Prezes Górskiego Towarzystwa Naukowego. Projektant i organizator naukowy Muzeum Regionalnego w Łącku. Członek zespołu redakcyjnego "Rocznika Sądeckiego" i Klubu Przyjaciół Ziemi Sądeckiej. Propagator historii i kultury regionalnej, dziejów edukacji.

## Wybrana bibliografia
- 2000: Uniwersytet Jagielloński 1918-1939, Kraków.
- 2000: Dzieje Uniwersytetu Jagiellońskiego, współautor: Krzysztof Stopka.
- 2000: Złota księga Wydziału Historycznego, Kraków (redaktor).
- 2001: Uniwersytet Jagielloński wobec stalinizmu 1945-1956.
- 2001: Recepcja idei pedagogicznych w Polsce.
- 2003: Dziewiętnastowieczne podróże do Francji i tworzenie się stereotypu francuskiego w Polsce.
- 2004: Nie tylko szablą. Nauka i kultura polska w walce o utrzymanie tożsamości narodowej 1795-1918.
- 2011: Polska w orbicie wielkich idei. Polskie przekłady obcojęzycznego piśmiennictwa 1795-1918, t. 1.